# 田村町栃山神
田村町栃山神（たむらまち とちやまかみ）は、福島県郡山市の大字である。郵便番号は963-1245。

## 地理
郡山市南東部の田村地区に属する。北東で田村町川曲、南東で田村町糠塚、南で田村町栃本、北西で田村町上道渡とそれぞれ隣接する。概ね町村制施行以前の田村郡栃山神村の流れを汲む地域である。一級水系阿武隈川水系谷田川上流右岸域や一部黒石川上流左岸域を主な範囲とする。域内のほとんどを山林が占め、谷あいの平地に田畑が広がり、山裾や南北に貫く福島県道40号飯野三春石川線に沿い集落が位置する。田村町田母神に所在する郡山警察署二瀬駐在所及び田村町岩作に所在する郡山消防署田村分署がそれぞれ管轄にあたる。

### 主な字
字
- 小淵ケ尻
- 下田
- 北ノ内
- 別当
- 小宮久
- 畑子沢

- 上屋敷
- 大久保
- 西
- 東
- 荻ノ塚
- 千穂

- 柳沢
- 新縄
- 龍ケ馬場
- 境地平
- 大谷地

### 河川・湖沼
一級水系阿武隈川水系
- 黒石川

## 歴史
- 1879年1月27日 - 幕府領栃山神村が福島県内における郡区町村制の施行により田村郡の村となる。
- 1889年4月1日 - 町村制の施行により栃山神村が田母神村、川曲村、栃本村、糠塚村、上道渡村、下道渡村、谷田川村と合併し田村郡二瀬村が発足する。旧栃山神村域は二瀬村の大字となる。
- 1955年3月1日 - 二瀬村が田村町と合併し、田村町の大字となる。
- 1965年5月1日 - 田村町が郡山市、安積郡富久山町、日和田町、熱海町、安積町、喜久田村、逢瀬村、片平村、三穂田村、湖南村と合併し新たな郡山市が設立され、郡山市の大字となる。

## 世帯数と人口
2024年1月1日現在の世帯数と人口は以下の通りである。
| 大字         | 世帯数 | 人口  |
| ------------ | ------ | ----- |
| 田村町栃山神 | 95世帯 | 227人 |

## 小・中学校の学区
市立小・中学校に通う場合、学区は以下の通りとなる。
| 番地 | 小学校               | 中学校             |
| ---- | -------------------- | ------------------ |
| 全域 | 郡山市立谷田川小学校 | 郡山市立守山中学校 |

## 交通

### 道路
- 国道49号（南西端をかすめる）
- 福島県道40号飯野三春石川線
- 一級市道66号栃山神下枝線
- 二級市道178号栃本栃山神線

## 施設
- 旧郡山市立栃山神小学校跡
- 栃山神館跡
- 熊野神社